# Illinois Jacquet and His Orchestra
| Recensione | Giudizio |
| ---------- | -------- |
| AllMusic   | [ 1 ]    |

Illinois Jacquet and His Orchestra è un album discografico del sassofonista jazz statunitense Illinois Jacquet, pubblicato dall'etichetta discografica Clef Records nel gennaio del 1956.

## Tracce

### LP
Lato A
1. Honeysuckle Rose – 6:48 (Andy Razaf, Fats Waller)
2. Cool Bill – 5:50 (Illinois Jacquet, Harry Sweets Edison)
3. Learnin' the Blues – 2:41 (Dolores Silvers)
4. Stardust – 3:45 (Mitchell Parish, Hoagy Carmichael)

Lato B
1. Love Is Here to Stay – 4:31 (Ira Gershwin, George Gershwin)
2. Empathy – 4:46 (Illinois Jacquet, Harry Sweets Edison)
3. East of the Sun (West of the Moon) – 4:45 (Brooks Bowman)
4. Sophia – 4:14 (Illinois Jacquet, Harry Sweets Edison)

## Musicisti
- Illinois Jacquet - sassofono tenore
- Harry Edison - tromba
- Carl Perkins - pianoforte
- Gerald Wiggins - organo
- Irving Ashby - chitarra
- Curtis Counce - contrabbasso
- Al Bartee - batteria[3]

Note aggiuntive
- Norman Granz - produttore, supervisore
- David Stone Martin - copertina album originale